# Лагодовка (Могилёвская область)
Ла́годовка (бел. Лагадаўка) — деревня в составе Горбацевичского сельсовета Бобруйского района Могилёвской области Республики Беларусь.

## История
До 20 ноября 2013 года входила в состав Гороховского сельсовета.

## Население
- 1999 год — 8 человек
- 2010 год — 3 человека